# مبدل خماسي الشبكة

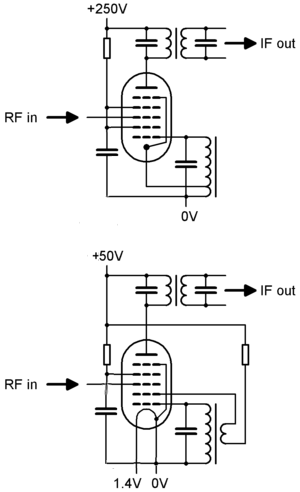
دوائر المحول الخماسي الأساسية القائمة على السبود سباعي التذبذب الذاتي.
أعلى: متغير غير مباشر التسخين
القاع: متغير يتم تسخينه مباشرة، والذي يتطلب تأريض الكاثود

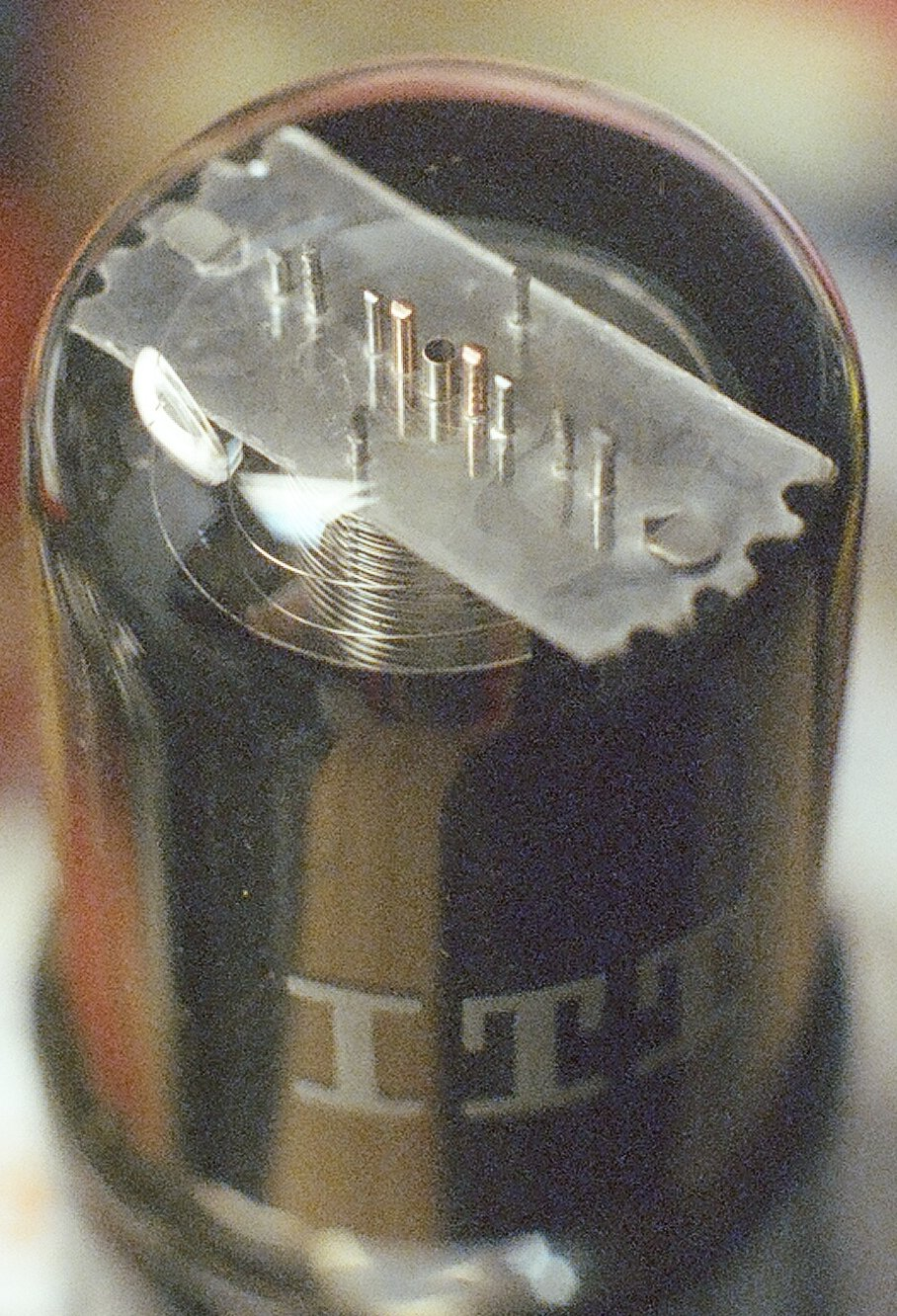
شبكات محول 12SA7GT pentagrid، تعرض جميع الشبكات الخمس

مبدل خماسي الشبكة هو نوع من صمام استقبال الإشارات اللاسلكية (صمام مفرغ) مع خمس شبكات تمَّ استخدامه كما مازج الترددات في مرحلة من مراحل المتغاير الفوقي ضمن مجال الاستقبال اللاسلكي.
كانت الشبكة الخماسية جزءًا من خط تطوير الصمامات التي كانت قادرة على أخذ إشارة RF الواردة وتغيير ترددها إلى تردد وسيط ثابت، والذي تم تضخيمه واكتشافه في بقية دائرة المستقبل. تمت الإشارة إلى الجهاز بشكل عام على أنه مبدل تردد أو مازج الترددات.

## الأصول
يبدو أن الأجهزة الأولى المصممة لتغيير التردد بالطريقة الموضحة أعلاه قد طورها الفرنسيون، الذين وضعوا ببساطة شبكتين في ما كان يمكن أن يكون صمامًا ثلاثيًا عاديًا (الشبكة الثنائية أو الشبكة الثنائية). على الرغم من أنه من الناحية الفنية عبارة عن جهاز رباعي الأقطاب، لم يظهر حتى الآن المصطلح tetrode ولا الصمام الرباعي كما هو معروف اليوم. اختلفت الشبكة الثنائية عن الرباعية اللاحقة لأن الشبكة الثانية (الخارجية) كانت جرحًا خشنًا مقارنة بشبكة الشاشة الرباعية التي كان لا بد من جرحها بدقة لتوفير تأثير الفرز الخاص بها. كانت كل شبكة قادرة على قبول إحدى الإشارات الواردة، وأنتجت اللاخطية للجهاز مجموع الترددات والفرق. كان الصمام غير فعال للغاية، ولكن الأهم من ذلك، أن الاقتران السعوي بين الشبكتين كان سيكون كبيرًا جدًا. لذلك كان من المستحيل تمامًا منع إشارة من شبكة اقتران من الأخرى. يدعي مرجع واحد على الأقل أن الشبكة الثنائية كانت تتأرجح ذاتيًا، لكن لم يتم تأكيد ذلك.
في عام 1918، استخدم إدوين أرمسترونج الصمامات الثلاثية فقط عندما اخترع جهاز الاستقبال المتغاير الفائق. يعمل الصمام الثلاثي في دائرة مذبذب تقليدية. عمل صمام ثلاثي آخر كخلاط عن طريق اقتران إشارة المذبذب في كاثود الخلاط والإشارة المستقبلة بالشبكة. ثم تم توفير ترددات المجموع والفرق في دائرة الأنود للخلاط. مرة أخرى، ستكون مشكلة الاقتران بين الدوائر موجودة دائمًا.
بعد فترة وجيزة من اختراع أرمسترونج للهرمونات الفائقة، تم تطوير تصميم مرحلي لخلاط الصمام الثلاثي لا يخلط فقط الإشارة الواردة مع المذبذب المحلي، بل تضاعف نفس الصمام مثل المذبذب. كان هذا معروفًا باسم الخلاط التلقائي. واجهت الأمثلة المبكرة صعوبة في التأرجح عبر نطاق التردد لأن ردود فعل المذبذب كانت عبر أول مكثف ضبط أولي لمحول التردد المتوسط، والذي كان صغيرًا جدًا بحيث لا يعطي ردود فعل جيدة. كان من الصعب أيضًا إبقاء إشارة المذبذب خارج دائرة الهوائي.
أظهر اختراع رباعي الاتجاه فكرة فحص الأقطاب الكهربائية من بعضها البعض باستخدام شبكات مؤرضة إضافية (على الأقل، فيما يتعلق بالإشارة). في عام 1926، ابتكرت فيليبس تقنية لإضافة شبكة أخرى لمكافحة الانبعاث الثانوي الذي عانى منه رباعي الاتجاه. جميع مكونات البنتاغريد أصبحت الآن في مكانها.

## بنتاغريد

رمز دائرة سباعي

كان تطوير الصمام الخماسي أو السباعي (سبعة قطب كهربائي) تطورًا جديدًا في قصة الخلاط. كانت الفكرة هي إنتاج صمام واحد لا يخلط فقط إشارة المذبذب والإشارة المستقبلة وينتج إشارة مذبذب خاصة به في نفس الوقت، ولكن الأهم من ذلك، القيام بالخلط والتذبذب في أجزاء مختلفة من نفس الصمام. لا يبدو اختراع الجهاز للوهلة الأولى غامضًا، لكن يبدو أنه تم تطويره في كل من أمريكا والمملكة المتحدة، بشكل أو بآخر في نفس الوقت. ومع ذلك، فإن الجهاز البريطاني يختلف عن نظيره الأمريكي.
من المعروف أن دونالد ج. هينز من آر سي إيه تقدم بطلب للحصول على براءة اختراع للبنتاغريد في 28 مارس 1933 (مُنح لاحقًا في 29 مارس 1939) بموجب براءة الاختراع الأمريكية رقم 2148266. ظهرت البنتاغريد أيضًا في براءة اختراع بريطانية (GB426802) مُنحت في 10 أبريل 1935. ومع ذلك، دخلت شركة فيرانتي في بريطانيا العظمى في مجال الصمامات مع أول خماسي معروف من إنتاج المملكة المتحدة، VHT4، في أواخر عام 1933 (على الرغم من أنه لا بد أنه كان قيد التطوير، وكان من المؤكد أنه كان موجودًا كنموذج أولي قبل ذلك الوقت بفترة طويلة).
أثبت الخماسي أنه خلاط أفضل بكثير. نظرًا لأن دائرة المذبذب كانت قائمة بذاتها إلى حد ما، كان من السهل الحصول على ردود فعل جيدة للتذبذب الموثوق عبر نطاق التردد. قامت بعض الشركات المصنعة التي تبنت الخلاط الآلي بتحويل بعض، إن لم يكن كل، تصميماتها إلى خلاطات خماسية.
ما هو الهدف من تطوير خلاط ذاتي التذبذب موثوق؟ كانت الأسباب تختلف من المملكة المتحدة إلى أمريكا. كان على مصنعي أجهزة الراديو في المملكة المتحدة دفع إتاوة قدرها 1 جنيه إسترليني لكل حامل صمام إلى جمعية الصمامات البريطانية لتغطية استخدام حقوق براءات الاختراع الخاصة بأعضائها. علاوة على ذلك، فقد فرضوا أنه لا يمكن احتواء أكثر من هيكل قطب كهربائي واحد في مظروف واحد (والذي كان من شأنه التهرب من الملكية - جزئيًا على الأقل). بدا أن الأمريكيين مدفوعون بالرغبة في إنتاج تصميم منخفض التكلفة «يتم توفير كل النفقات» والذي كان من المفترض أن يؤدي إلى تصميم آل أميركن فايف. من خلال جعل الخلاط يتأرجح ذاتيًا، يتم تجنب ضرورة توفير صمام مذبذب منفصل. كان على آل أميركن فايف استخدام محول خماسي منذ ظهوره لأول مرة في عام 1934، حتى أصبحت الصمامات قديمة عندما تولى الترانزستورات زمام الأمور.
في المملكة المتحدة، تعمل الشبكات الخمس على هذا النحو. عملت الشبكة 1 كشبكة مذبذب بالاقتران مع الشبكة 2 التي عملت كأنود لها. قبلت الشبكة 4 الإشارة الواردة مع الشبكتين المتبقيتين، 3 و 5 متصلتين معًا (عادةً داخليًا) والتي تعمل كشبكات شاشة لفحص الأنود والشبكة 4 والشبكة 2 من بعضها البعض. نظرًا لأن الشبكة 2 كانت عبارة عن أنود «متسرب» من حيث أنها سمحت بجزء من تيار الإلكترون المعدل بالمرور، فقد تم إقران المذبذب في قسم الخلط للصمام. في الواقع، في بعض التصميمات، تتكون الشبكة 2 من قضبان الدعم فقط، حيث تم حذف سلك الشبكة الفعلي نفسه.
في أمريكا، كان التكوين مختلفًا. عملت الشبكة 1 كشبكة مذبذب كما كان من قبل، ولكن في هذه الحالة، تم توصيل الشبكتين 2 و 4 معًا (عادةً داخليًا مرة أخرى). تعمل الشبكة 2 كشاشة وأنود مذبذب؛ في هذه الحالة، يجب أن يكون سلك الشبكة موجودًا لتوفير الفحص. قبلت الشبكة 3 الإشارة الواردة. قامت الشبكة 4 بفحص هذا من الأنود، وكانت الشبكة 5 عبارة عن شبكة مثبط لقمع الانبعاث الثانوي. حدد هذا التكوين تصميم المذبذب إلى واحد حيث تم تشغيل المذبذب «الأنود» من سكة HT + (B +). كان يتم تحقيق ذلك غالبًا باستخدام دائرة هارتلي أوسيلاتور وأخذ الكاثود إلى الصنبور على الملف.
كان من الممكن أن يكون لإصدار المملكة المتحدة انبعاث ثانوي كبير وكان سيحتوي أيضًا على شبك رباعي. تم استغلال هذا في توفير اللاخطية اللازمة لإنتاج إشارات الجمع والفرق جيدة. على الرغم من عدم وجود انبعاث ثانوي للأجهزة الأمريكية بسبب شبكة القامع، إلا أنها تمكنت مع ذلك من الحصول على اللاخطية المطلوبة عن طريق تحيز المذبذب بحيث تم تجاوز الصمام. كانت النسخة الأمريكية أيضًا أكثر حساسية قليلاً لأن الشبكة التي قبلت الإشارة كانت أقرب إلى الكاثود مما زاد عامل التضخيم.
يعمل المحول الخماسي بشكل جيد للغاية، لكنه عانى من محدودية قدرة الإشارة القوية على «سحب» تردد المذبذب بعيدًا عن الإشارة الأضعف. لم تكن هذه مشكلة كبيرة في مستقبلات البث حيث من المحتمل أن تكون الإشارات قوية، لكنها أصبحت مشكلة عند محاولة استقبال إشارات ضعيفة كانت قريبة من الإشارات القوية. تمكنت بعض أجهزة الراديو ذات الموجة القصيرة من التعامل بشكل مرضٍ تمامًا مع هذه الأجهزة. ظهرت إصدارات خاصة عالية التردد بعد الحرب العالمية الثانية لـ 100 نطاقات FM ميغاهيرتز. الأمثلة هي 6SB7Y (1946) و 6BA7 (1948). كان لتأثير السحب تأثير جانبي مفيد حيث أنه أعطى درجة من الضبط التلقائي.
عيب آخر هو أنه على الرغم من وجود شبكات الشاشة، فإن شعاع الإلكترون، الذي تم تعديله بواسطة أقطاب المذبذب، لا يزال يتعين عليه المرور عبر شبكة الإشارة، وكان اقتران المذبذب في دائرة الإشارة أمرًا لا مفر منه. بدأت هيئة الاتصالات الفيدرالية الأمريكية (FCC) في مطالبة الشركات المصنعة للراديو بالتصديق على أن منتجاتها تجنبت هذا التداخل بموجب الجزء 15 من قواعدها. في المملكة المتحدة، وضع مدير مكتب البريد (الذي كان مسؤولاً عن ترخيص الراديو) مجموعة من القواعد الصارمة المتعلقة بالتداخل اللاسلكي.

## هيكسود

رمز حلبة سداسية

تم تطوير hexode (ستة قطب كهربائي) بالفعل بعد هيبتود أو pentagrid. تم تطويره في ألمانيا كخلاط ولكن تم تصميمه منذ البداية ليتم استخدامه مع مذبذب ثلاثي الموجات منفصل. وهكذا كان تكوين الشبكة هو الشبكة 1، إدخال الإشارة؛ شبكات 2 و 4 شبكات (متصلة ببعضها البعض - مرة أخرى، عادةً داخليًا) والشبكة 3 كانت مدخل مذبذب. الجهاز لا يحتوي على شبكة قمع. كانت الميزة الرئيسية هي أنه باستخدام الشبكة 1 كشبكة إدخال إشارة، كان الجهاز أكثر حساسية للإشارات الضعيفة.
لم يمض وقت طويل قبل وضع الهياكل الثلاثية والسداسية في نفس الغلاف الزجاجي - ولم تكن فكرة جديدة بأي حال من الأحوال. عادةً ما تكون شبكة الصمام الثلاثي متصلة داخليًا بالشبكة السداسية 3، ولكن تم إسقاط هذه الممارسة في التصميمات اللاحقة عندما يعمل قسم الخلاط كمضخم IF مستقيم في مجموعات AM / FM عند التشغيل على FM، ويتم الخلط في FM مخصص قسم تغيير التردد.
لم يتمكن المصنعون في المملكة المتحدة في البداية من استخدام هذا النوع من الخلاطات بسبب حظر BVA على الهياكل المتعددة (وفي الواقع غير راغبين في استخدام صمامات منفصلة بسبب الضريبة). نجحت إحدى الشركات البريطانية، MOV، في تطبيق قواعد الكارتل ضد شركة Lissen الألمانية في عام 1934 عندما حاولت تسويق جهاز راديو في المملكة المتحدة يحتوي على خلاط الصمام الثلاثي.
بعد الضغط من الشركات المصنعة في المملكة المتحدة، اضطرت BVA إلى تخفيف القواعد وبدأت المملكة المتحدة في اعتماد خلاطات الصمام الثلاثي. كان Mullard ECH35 خيارًا شائعًا.
قامت إحدى الشركات، أوسرام، بخطوة بارعة. كان واحدا من لهم شعبية تصاميم تحويل pentagrid وMX40، وتسويقها في البداية في عام 1934. طرحوا للبيع في عام 1936، مغير التردد X41 ثلاثي السداسي. كان الشيء الذكي هو أن X41 كان بديلاً مباشرًا متوافقًا مع دبوس التوصيل لجهاز MX40. وبالتالي يمكن بسهولة تحويل الراديو الخماسي إلى ثلاثي-سداسي بدون أي تعديلات أخرى في الدائرة.
أمريكا لم تعتمد حقا الصمام الثلاثي-hexode ونادرا ما يستخدم، على الرغم من أن الصمام الثلاثي-hexode 6K8 كان متاحا لمصنعي في عام 1938.
في بعض التصميمات، تمت إضافة شبكة مانع لإنتاج تصميم سباعي آخر. أصبح ECH81 من Mullard شائعًا مع الانتقال إلى الصمامات المصغرة ذات تسعة أسنان.

## اوكتود

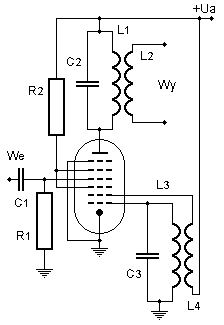
دارة محول خماسية قائمة على Octode

وإن لم يكن حصرا على مبدل خماسي الشبكة (في أن لديها أكثر من خمس شبكات)، وأوكتود (ثمانية القطب) يعمل ذلك على مبدأ خماسي الشبكة. لقد نتج ذلك ببساطة عن إضافة شبكة شاشة إضافية إلى إصدار المملكة المتحدة من هيبتود بينتاغريد. تم إجراء ذلك بشكل أساسي لتحسين فصل الهوائي / المذبذب ولتقليل استهلاك الطاقة للاستخدام في أجهزة الراديو التي تعمل بواسطة البطاريات الجافة التي أصبحت شائعة بشكل متزايد.
في أمريكا الشمالية، كان الرقم الثماني الوحيد المصنوع هو 7A8. تم تقديم هذا الصمام بواسطة Sylvania في عام 1939 (والذي استخدمه Philco في الغالب)، وكان نتاج إضافة شبكة مانعة إلى النوع 7B8، والتي كانت النسخة الحلقية من النوع 6A7. سمحت إضافة القامع لسيلفانيا بخفض تيار السخان 6.3 فولت من 320 مللي أمبير، إلى 150 مللي أمبير، مع الحفاظ على نفس ناقلية التحويل (550 ميكرو سيمنز). سمح ذلك لفيلكو باستخدام هذا الصمام في كل خط راديو طوال الأربعينيات.
تم تعيين octode Philips EK3 على أنه «حزمة ثمانية». كان الجزء الجديد حول التصميم هو أن الشبكتين 2 و 3 قد شُيدتا كلوحين لتشكيل الحزمة. تم ذلك بطريقة ادعت Philips أن شعاع الإلكترون المذبذب وحزم الإلكترون للخلاط تم فصلهما قدر الإمكان وبالتالي تم تقليل تأثير السحب. لا توجد معلومات متاحة عن درجة النجاح. تشير معلومات الشركة المصنعة أيضًا إلى أن الأداء العالي للصمام يأتي بتكلفة تيار سخان مرتفع يبلغ 600 مللي أمبير - أي ضعف تكلفة الأنواع التقليدية.

## بنتود
قد يبدو استخدام خماسي المساري خيارًا غير مرجح لمحول التردد لأنه يحتوي على شبكة تحكم واحدة فقط. ومع ذلك، خلال فترة الكساد الكبير، استخدم العديد من مصنعي الراديو الأمريكيين أنواع pentode 6C6 و 6D6 و 77 و 78 في أجهزة استقبال AC / DC الأقل سعراً لأنها كانت أرخص من نوع pentagrid 6A7. في هذه الدوائر، يعمل الكابت (الشبكة 3) كشبكة مذبذب، ويعمل الصمام بطريقة مماثلة لشبكة خماسية حقيقية.
أنتجت شركة واحدة في المملكة المتحدة، Mazda / Ediswan، مغير تردد ثلاثي الصمام الثنائي، AC / TP. تم تصميم الجهاز لأجهزة الراديو ذات التيار المتردد منخفضة التكلفة، وقد تم تصميمه بشكل متعمد للسماح بإشارات قوية لسحب المذبذب دون التعرض لخطر إشعاع إشارة المذبذب من الهواء. كان الكاثود شائعًا في كلا مقطعي الصمام. تم توصيل الكاثود بملف ثانوي على ملف المذبذب وبالتالي اقتران المذبذب في قسم خلاط pentode، حيث يتم تطبيق الإشارة على الشبكة 1 بالطريقة التقليدية. كان AC / TP أحد مجموعة الصمامات AC / المصممة لأجهزة الراديو منخفضة التكلفة. تم اعتبارهم دائمًا لوقتهم (حتى مبدل تردد AC / TP، والذي كان يمثل مشكلة في العادة). من المحتمل أن تكون أي مكيفات / صمامات يتم مواجهتها اليوم علامة تجارية جديدة لأن متاجر الخدمة مخزنة على قطع غيار نادرًا ما تكون مطلوبة.

## التسمية
للتمييز بين نسختين من هيبتود، غالبًا ما تصفهما بيانات الشركات المصنعة بأنها «هيبتود من النوع السداسي» لـ هيبتود بدون شبكة مانع، و «هيبتود من نوع octode»، حيث توجد شبكة القامع.

## أمثلة

### خماسيات حقيقية
- 2A7 و 6A7 - أول خماسي RCA، 1933
- VHT1 - Ferranti pentagrid، 1933
- MX40 - أوسرام pentagrid، 1934
- 6SA7 و 6BE6 / EK90 - خماسيات من إنتاج RCA، Mullard، إلخ.
- 6SB7Y و 6BA7 - خماسي VHF، 1946
- 1LA6 وفي وقت لاحق 1L6 - pentagrid بطارية لزينيت عبر المحيطات وغيرها الراقية أجهزة الراديو المحمولة على الموجة القصيرة
- DK91 / 1R5، DK92 / 1AC6، DK96 / 1AB6، DK192 - خماسيات البطارية
- 1C8، 1E8 - خماسيات البطارية شبه المصغرة

### الأوكودات (تعمل على مبدأ الخماسيات)
- EK3 - الشعاع الثماني من إنتاج Philips
- 7A8 - الثماني الوحيد الذي أنتج في أمريكا بواسطة Sylvania، 1939

### أنواع الصمامات الثلاثية / السداسية (لا تعمل على مبدأ الخماسي)
- X41 - الصمام الثلاثي أوسرام، 1936 ؛ استبدال المكونات في MX40 أعلاه
- ECH35 - مولارد الصمام الثلاثي السداسي
- ECH81 (السوفياتي 6И1П) - Mullard الصمام الثلاثي - سباعي السلاسل من نوع ثماني
- 6K8 - الصمام الثلاثي الأمريكي، 1938

## روابط خارجية
- مولارد FC4
- اوكتود
- ورقة بيانات AC / TP
- ورقة بيانات 2A7
- 6SA7 / 12SA7 ورقة بيانات
- ورقة بيانات 12BE6
- 12BA7 ورقة البيانات
- براءة اختراع محول الانعكاس في 12 أكتوبر 1933

<nowiki>